# Bazylika Świętego Krzyża na Via Flaminia
Bazylika Świętego Krzyża na Via Flaminia (wł. Basilica di Santa Croce a Via Flaminia) – rzymskokatolicki kościół tytularny w Rzymie.
Świątynia ta jest kościołem parafialnym oraz kościołem tytularnym, mającym również rangę bazyliki mniejszej.

## Lokalizacja
Bazylika znajduje się w I dzielnicy Rzymu – Flaminio (Q I) przy Via Guido Reni 2/D.

## Historia
Kościół powstał na polecenie papieża Piusa X w celu upamiętnienia 1600-lecia edyktu mediolańskiego. Kamień węgielny pod budowę został położony 17 października 1912 roku. Autorem planów był Aristide Leonori. Świątynia została otwarta dla kultu 12 lipca 1914 roku i od tej pory znajduje się pod opieką Zgromadzenia Najświętszych Stygmatów. Kościół został konsekrowany 21 maja 1918 roku.
W dniu 12 maja 1964 roku kościół otrzymał godność bazyliki mniejszej od papieża Pawła VI.

## Architektura i sztuka
Kościół ma nawę główną z dwoma nawami bocznymi, narteks na całą szerokość kościoła oraz dużą półkolistą apsydę o tej samej szerokości co nawa środkowa.
Bazylikę wzniesiono z czerwonej cegły. Nawy boczne mają po siedem okrągłych okien w ścianach zewnętrznych, górna część ściany nawy głównej ma również po siedem okien z obu boków. Końce naw bocznych zajmują kaplice bez okien.
Portyk ma sześć szarych granitowych kolumn jońskich podtrzymujących belkowanie. Na fryzie znajduje się mozaikowy napis, białymi literami na niebieskim tle, upamiętniający papieża Piusa X i edykt mediolański z 313 roku: „An[no] Chr[isto] MCMXIII Pius X P[ontifex M[aximus] in memor[ia] pacis a Constantino eccl[esiae] datae Cruci S[anctismmi] D[edita] ab edicto a[b anno] CCCXIII”.
Fasada kościoła nad portykiem ma arkadę pięciu dużych okien oddzielonych małymi kolumnami korynckimi, wspierającymi archiwolty. Pod linią dachu znajduje się gzyms ozdobiony mozaiką zaprojektowaną przez Biagio Biagetti. Pośrodku mozaiki umieszczono krzyż w chwale, w otoczeniu rzymskich żołnierzy, aniołów, czcicieli oraz owiec.
Po prawej stronie kościoła znajduje się siedmiokondygnacyjna dzwonnica z czerwonej cegły. Kondygnacje są oddzielone od siebie zębatymi gzymsami.
Nawy boczne są oddzielone od nawy głównej arkadami z sześcioma kolumnami jońskimi po obu stronach. W połowie prawej nawy znajduje się wejście do baptysterium, małego ośmiobocznego budynku zaprojektowanego przez Carlo Stopponi i dodanego w 1961 roku.
Na kontrfasadzie znajduje się obraz przedstawiający bitwę przy moście Mulwijskim, będący kopią fresku z Watykanu.
Apsyda ma pięć okien, witraże w trzech z nich są autorstwa Giuseppe Moroni i przedstawiają Św. Helenę odkrywającą Prawdziwy Krzyż, Cesarza Herakliusza zabierającego krzyż do Jerozolimy i Zmartwychwstałego Chrystusa przed krzyżem. Koncha apsydy mieści fresk będący dziełem również Giuseppe Moroni.
Wolnostojący ołtarz główny ustawiono pod cyborium o czterech kolumnach korynckich podtrzymujących kwadratowe belkowanie z białego marmuru z czerwonym marmurowym fryzem. Powyżej znajduje się arkada z pięcioma małymi łukami z każdej strony i centralna latarnia.

## Kardynałowie prezbiterzy
Bazylika Świętego Krzyża na Via Flaminia jest jednym z kościołów tytularnych nadawanych kardynałom-prezbiterom (Titulus Sanctae Crucis in via Flaminia). Tytuł ten został ustanowiony 5 lutego 1965 roku przez papieża Pawła VI.
- Josef Beran (1965-1969)
- Bolesław Kominek (1973-1974)
- William Wakefield Baum (1976-2015)
- Sérgio da Rocha (2016-nadal)